# Carlo Bonaventura
Carlo Bonaventura (Padova, 1898 – ...) è stato un calciatore italiano, di ruolo attaccante.

## Carriera
Con il Petrarca disputa 19 gare nel campionato di Prima Divisione 1922-1923. L'anno successivo milita nel Dolo.